# Fosterlandsförbundet – Litauiska kristdemokrater
Fosterlandsförbundet – Litauiska kristdemokrater (lit: Tėvynės sąjunga – Lietuvos krikščionys demokratai (TS-LKD)), är ett borgerligt parti i Litauen, bildat våren 2008 genom samgående mellan Fosterlandsförbundet (konservativa, politiska fångar och landsflyktiga, kristliga demokrater), Litauiska nationella unionen och Litauiska kristdemokrater.
TS-LKD är anslutet till Europeiska folkpartiet och Internationella Demokratiska Unionen.
Partiledaren Andrius Kubilius fick, efter parlamentsvalet i oktober 2008, i uppdrag att bilda en koalitionsregering tillsammans med Liberala centerunionen, Partiet för nationell återuppståndelse och ytterligare ett samarbetsparti.